# Grădiștea, Olt
Grădiștea este un sat în comuna Găneasa din județul Olt, Oltenia, România.
Satul Grădiștea este menționat în 1594 de către Mihai Viteazul, care dăruiește lui Stănilă postelnic mai multe sate, printre care și acesta.
Grădiștea își trage numele de la dealul Grădiștea din apropiere.
Primii locuitori ai satului au fost fugari din pădurea Bistrița și străini care erau scutiți de dări.
Pe aici au trecut: Mihai Leurdeanu, Barbu Cocioabă, Ivan Mitrică, Dogaru , Constantin Brâncoveanu și alții.

 Acest articol despre o localitate din județul Olt este deocamdată un ciot. Puteți ajuta Wikipedia prin completarea lui.

Sat de o frumusețe rară cu păduri verzi de foioase, străbătut de râul Cungrea și cu celebrul copac,Tecul de la Ionicesti.